# Dama cu camelii
Dama cu camelii ( în franceză: La dame aux camélias) este un roman scris de Alexandre Dumas fiul. El a fost publicat pentru prima oară în Paris în anul 1848, fiind un mare succes al scriitorului care până atunci fusese în umbra tatălui său Alexandre Dumas.

## Origine

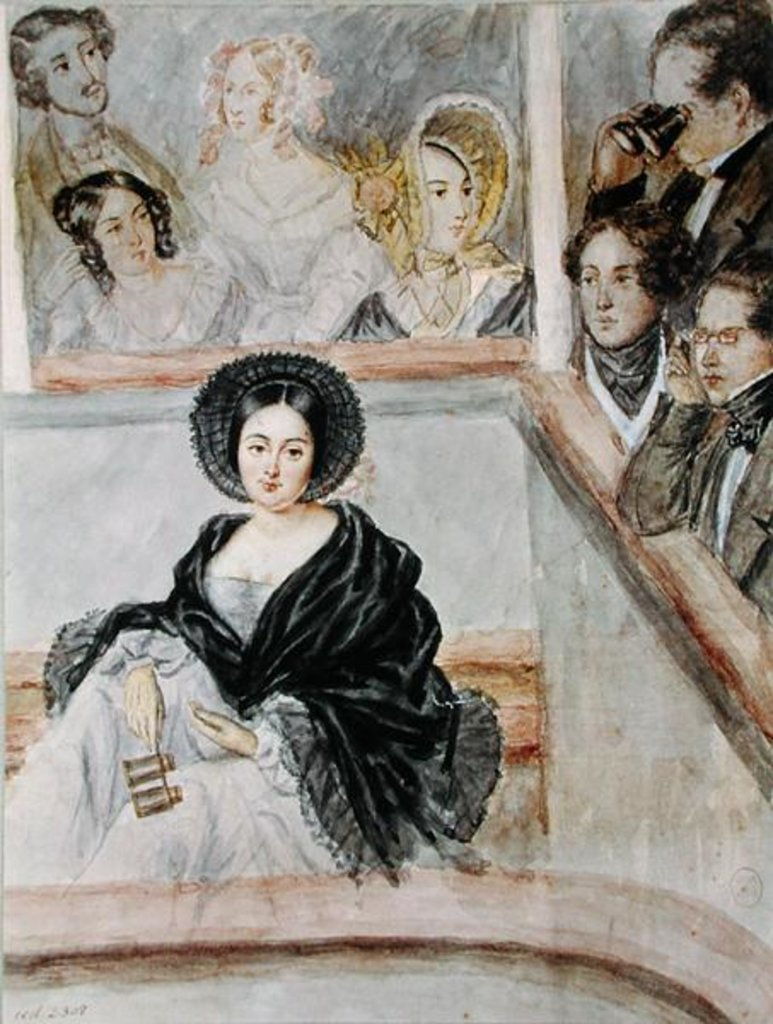
Portrait of Marie Duplessis by Camille Roqueplan

Romanul a fost inspirat de un episod din viața lui Alexandre Dumas fiul - dragostea lui pentru Marie Duplessis, o curtezană.

## Acțiune
Acțiunea romanului, o tragedie, are loc la Paris: tânărul Armand Duval s-a îndrăgostit de curtezana Marguerite Gautier. Singurele flori acceptate de Marguerite sunt cameliile. La început dragostea tânărului Armand nu este împărtășită de Marguerite, dar cu timpul se va îndrăgosti și ea de Armand. Acesta îi cere să renunțe să mai primească clienți. Când tatăl lui Armand află de iubita fiului său, încearcă prin toate mijloacele să-i despartă pe cei doi îndrăgostiți. Văzând că fiul său nu acceptă sfaturile sale, tatăl lui Armand caută în taină să o convingă pe Marguerite că relația lor de dragoste nu are perspective de viitor, și încearcă s-o înduplece să nu distrugă cariera lui Armand. Marguerite acceptă cerințele lui Duval tatăl și se întoarce la viața de curtezană. Armand este indignat de hotărârea luată de Marguerite.
Între timp, sănătatea Margueritei, care suferea de tuberculoză, se înrăutățește. Pe patul de moarte, ea dezvăluie adevăratul motiv pentru care ea a devenit din nou curtezană, cu alte cuvinte ea îi spune lui Armand de vizita tatălui lui.

## Personaje
- Marguerite Gautier
- Armand Duval
- Prudence Duvernoy
- Julie Duprat
- Nanine

## Adaptări

### Film
- 1936 Dama cu camelii (La dame aux camélias), regia George Cukor
- 1953 Camelia (Camelia), regia Roberto Gavaldón
- 1953 Dama cu camelii (La dame aux camélias), regia Raymond Bernard